# Hagested Sogn
Hagested Sogn er et sogn i Holbæk Provsti (Roskilde Stift).
I 1800-tallet var Gislinge Sogn anneks til Hagested Sogn. Begge sogne hørte til Tuse Herred i Holbæk Amt. Hagested-Gislinge sognekommune blev senere delt så hvert sogn blev en selvstændig sognekommune. Inden kommunalreformen i 1970 gik Hagested ind i Tuse Næs Kommune, der ved selve reformen blev indlemmet i Holbæk Kommune. Gislinge blev indlemmet i Svinninge Kommune, der ved strukturreformen i 2007 også indgik i Holbæk Kommune.
I Hagested Sogn ligger Hagested Kirke.
I sognet findes følgende autoriserede stednavne:
- Avdebo (bebyggelse, ejerlav)
- Gurede (bebyggelse, ejerlav)
- Hagested (bebyggelse, ejerlav)
- Hagested Huse (bebyggelse)
- Hagestedgård (ejerlav, landbrugsejendom)
- Mårsø (bebyggelse, ejerlav)
- Ny Hagested (bebyggelse, ejerlav)
- Uglehuse (bebyggelse)